# Saison 3 de Star Trek : La Nouvelle Génération
Chronologie
Saison 2 Saison 4
Cette page présente les épisodes de la saison 3 de la série télévisée Star Trek : La Nouvelle Génération.

## Épisode 1:Évolution
- Titre original : Evolution
- Numéro : 49 (3–1)
- Scénariste(s) : Michael Piller
- Réalisateur(s) : Winrich Kolbe
- Date stellaire : 43125.8
- Résumé : En compagnie du professeur Stubs l'Enterprise doit assister à l'explosion d'une étoile. L'ordinateur connaît alors de graves défaillances. De son côté le Dr Berverly Crusher a repris ses fonctions sur l'Enterprise, mais elle se fait du souci à propos de ses rapports de mère à fils.

## Épisode 2:Prise de commandement
- Titre original : The Ensigns of Command
- Numéro : 50 (3–2)
- Scénariste(s) : Melinda M. Snodgrass
- Réalisateur(s) : Cliff Bole
- Date stellaire : 43133.3
- Résumé : L'Enterprise reçoit un message de l'empire Sheliak selon lequel il y aurait une colonie humaine sur une de leurs planètes. Ils donnent trois jours à l'Enterprise pour l'évacuer sans quoi ils extermineront les colons. Seulement le chef de cette colonie s'obstine à ne pas évacuer.

## Épisode 3:Les Survivants
- Titre original : The Survivors
- Numéro : 51 (3–3)
- Scénariste(s) : Michael Wagner
- Réalisateur(s) : Les Landau
- Date stellaire : 43152.4
- Résumé : L'Enterprise capte un appel de détresse émanant d'une colonie lointaine. À son arrivée l'équipage s’aperçoit que la planète a été intégralement dévastée à l'exception d'une maison qui contient deux rescapés indemnes.

## Épisode 4:Observateurs observés
- Titre original : Who Watches the Watchers
- Numéro : 52 (3–4)
- Scénariste(s) : Richard Manning et Hans Beimler
- Réalisateur(s) : Robert Wiemer
- Date stellaire : 43173.5
- Résumé : L'Enterprise doit livrer du matériel de maintenance à un groupe d'ethnologues qui étudient en secret un peuple de proto-vulcains, les Mintakiens. Leur camouflage holographique tombe en panne et ils sont vus par cette peuplade primitive.

## Épisode 5:Filiation
- Titre original : The Bonding
- Numéro : 53 (3–5)
- Scénariste(s) : Robert D. Moore
- Réalisateur(s) : Winrich Kolbe
- Date stellaire : 43198.7
- Résumé : Lors d'une mission archéologique effectuée par l'Enterprise, se produit une explosion qui tue une archéologue laissant orphelin un garçon de 12 ans. La bombe a été placée délibérément par les Koinoniens disparus. Worf pense alors à adopter le jeune garçon, mais sa mère reparaît inexplicablement.

## Épisode 6:Piégés!
- Titre original : Booby Trap
- Numéro : 54 (3–6)
- Scénariste(s) : Ron Roman, Michael Piller et Richard Danus
- Réalisateur(s) : Gabrielle Beaumont
- Date stellaire : 43205.6
- Résumé :Alors que l'Enterprise explore les lieux d'une antique bataille stellaire qui vit l'extinction de deux peuples,ils reçoivent un appel de détresse utilisant un très ancien code. En en remontant la source ils tombent sur un cuirassé miraculeusement intact et sur les lieux depuis mille ans. L'Enterprise se trouve alors pris dans le même piège que le cuirassé. De son côté le lieutenant Laforge est en proie à des doutes sentimentaux.
- Anecdote : Dans cet épisode, l'acteur Brent Spiner, qui interprète Data, commet une erreur de jeu. Son personnage, qui est un androïde, ne parvient jamais à employer les contractions de la langue anglaise (exemple : « I do not » devient « I don't »). Pourtant, à 22 minutes et 50 secondes du début de l'épisode, on l'entend dire « We've been able to verify that these coils are the coils of the Promellian captain ». Ici, la forme "We have" est contractée en "We've", ce qui ne correspond aucunement à l'incapacité habituelle de l'androïde. Il convient de noter que cette erreur est propre à la version originale (anglaise) de la série, et qu'en toute logique elle n'apparaît pas dans sa version française.

## Épisode 7:L'Ennemi
- Titre original : The Enemy
- Numéro : 55 (3–7)
- Scénariste(s) : David Kemper et Michael Piller
- Réalisateur(s) : David Carson
- Date stellaire : 43349.2
- Résumé : À la suite d'un appel de détresse non identifié, l'équipage de l'Entreprise découvre à la surface de Galorndon Core, une planète de la Fédération, une épave romulienne ainsi qu'un survivant blessé de son équipage. Cependant, LaForge n'est pas remonté avec le reste de l'équipe d'exploration et est porté disparu...

## Épisode 8:Le Prix
- Titre original : The Price
- Numéro : 56 (3–8)
- Scénariste(s) : Hannah Louise Schaerer
- Réalisateur(s) : Robert Scheerer
- Date stellaire : 43385.6
- Résumé : Les dirigeants de la planète Barzan II ont découvert un vortex stable à sa proximité et offrent de le vendre aux enchères. Le Capitaine Picard à bord de l'Enterprise doit superviser la vente. C'est alors que les Férengis entrent dans la danse.

## Épisode 9:Vengeance
- Titre original : The Vengeance Factor
- Numéro : 57 (3–9)
- Scénariste(s) : Sam Rolfe
- Réalisateur(s) : Timothy Bond
- Date stellaire : 43421.9
- Résumé : L'équipe de l'Entreprise découvre qu'une base de la Fédération a été pillée par une bande de maraudeurs d'origine acamarienne : les Détrousseurs. Pour mettre fin à de tels raids, Picard dirige l'Entreprise vers la planète Acamar afin de s'assurer le concours de sa souveraine dans une tentative de réconciliation.

## Épisode 10:Le Transfuge
- Titre original : The Defector
- Numéro : 58 (3–10)
- Scénariste(s) : Ronald D. Moore
- Réalisateur(s) : Robert Scheerer
- Date stellaire : 43462.5
- Résumé : Grâce au holodeck, sous la supervision du capitaine Picard, Data se forme au théâtre classique dans l'espoir d'offrir une représentation à l'équipage de l'Entreprise. Mais Riker interrompt la répétition : un navire inconnu est dans la Zone Neutre et se dirige vers le territoire de la Fédération. Il s'agit d'un navire de reconnaissance romulien poursuivi par un oiseau de guerre romulien.

## Épisode 11:Le Fugitif
- Titre original : The Hunted
- Numéro : 59 (3–11)
- Scénariste(s) : Robin Bernheim
- Réalisateur(s) : Cliff Bole
- Date stellaire : 43489.2
- Résumé : L'Entreprise a rejoint Angosia III, une planète dont le gouvernement a émis le désir de devenir membre de la Fédération. Alors que Picard et Riker sont sur le sol de la planète, un prisonnier angosien rusé s'évade. Picard, de retour sur l'Entreprise, tente de le recapturer.

## Épisode 12:Les Hautes Terres
- Titre original : The High Ground
- Numéro : 60 (3–12)
- Scénariste(s) : Melinda M. Snodgrass
- Réalisateur(s) : Gabrielle Beaumont
- Date stellaire : 43510.7
- Résumé : L'Entreprise s'est mis en orbite autour de la planète Rutia IV pour livrer du matériel médical. Sur la planète, des terroristes réclament leur droit à l'autonomie. À la faveur d'un attentat, ils enlèvent le Dr Crusher.

## Épisode 13:Déjà Q
- Titre original : Deja Q
- Numéro : 61 (3–13)
- Scénariste(s) : Richard Danus
- Réalisateur(s) : Les Landau
- Date stellaire : 43539.1
- Résumé : Condamné par ses pairs, Q voit sa vie résumée à celle d'un mortel dénué de pouvoirs. Un de ses anciens pantins en profite pour prendre sa revanche.

## Épisode 14:Question de perspective
- Titre original : A Matter of Perspective
- Numéro : 62 (3–14)
- Scénariste(s) : Ed Zuckerman
- Réalisateur(s) : Cliff Bole
- Date stellaire : 43610.4
- Résumé : Riker est accusé du meurtre d'un chercheur de Starfleet, tué lors d'une explosion.

## Épisode 15:L'Enterprise viendra d'hier
- Titre original : Yesterday's Enterprise
- Numéro : 63 (3–15)
- Scénariste(s) : Ira Steven Behr, Richard Manning, Hans Beimler et Ronald D. Moore
- Réalisateur(s) : David Carson
- Date stellaire : 43625.2
- Résumé : Un vaisseau Entreprise C ressurgit mystérieusement du passé, et tout le présent change à bord de l'enterprise D qui retrouve Tasha Yar à son bord.

## Épisode 16:Paternité
- Titre original : The Offspring
- Numéro : 64 (3–16)
- Scénariste(s) : Rene Echevarris
- Réalisateur(s) : Jonathan Frakes
- Date stellaire : 43657.0
- Résumé : Poursuivant l’œuvre de son père, Data crée à son tour une fille androïde.

## Épisode 17:Les Péchés du père
- Titre original : Sins of the Father
- Numéro : 65 (3–17)
- Scénariste(s) : Ronald D. Moore et W. Reed Morgan
- Réalisateur(s) : Les Landau
- Date stellaire : 43685.2
- Résumé : Prenant la défense de son défunt père, Worf apprend la vérité sur le pouvoir au sein du grand conseil klingon.

## Épisode 18:Allégeance
- Titre original : Allegiance
- Numéro : 66 (3–18)
- Scénariste(s) : Richard Manning et Hans Beimler
- Réalisateur(s) : Winrich Kolbe
- Date stellaire : 43714.1
- Résumé : Tandis que Picard est retenu prisonnier avec trois extraterrestres, son double le remplace sur l'Entreprise.

## Épisode 19:Les Vacances du capitaine
- Titre original : Captain's Holiday
- Numéro : 67 (3–19)
- Scénariste(s) : Ira Steven Behr
- Réalisateur(s) : Chip Chalmers
- Date stellaire : 43745.2
- Résumé : Les vacances de Picard sont interrompues par une jolie femme et des voyageurs temporels à la recherche d'une arme puissante.

## Épisode 20:Tin Man
- Titre original : Tin Man
- Numéro : 68 (3–20)
- Scénariste(s) : Dennis Putman Bailey et David Bischoff
- Réalisateur(s) : Robert Scheerer
- Date stellaire : 43779.3
- Résumé : Les membres de l’équipage se lancent dans une course poursuite contre les agresseurs romuliens pour être les premiers à entrer en contact avec un vaisseau organique.

## Épisode 21:Fantasmes holographiques
- Titre original : Hollow Pursuits
- Numéro : 69 (3–21)
- Scénariste(s) : Sally Caves
- Réalisateur(s) : Cliff Bole
- Date stellaire : 43807.4
- Résumé : Mal dans sa peau, le lieutenant Barclay se réfugie aussi souvent que possible dans le holodeck. Après avoir passé un entretien avec le conseiller Troi, Barclay trouve une nouvelle fois refuge dans son univers holographique.
Pendant son absence, une défaillance des injecteurs d'antimatière du vaisseau propulse l'USS Enterprise à plus de distorsion 9, bien au-delà de la vitesse pour laquelle le navire a été conçu. Alors que tout le monde s'affaire à sauver le navire, Barclay reste introuvable...

## Épisode 22:Les Jouets
- Titre original : The Most Toys
- Numéro : 70 (3–22)
- Scénariste(s) : Shari Goodhartz
- Réalisateur(s) : Timothy Bond
- Date stellaire : 43872.2
- Résumé : Data, que l'on croyait mort lors de l'explosion d'une navette, est capturé par un mystérieux « négociant ».

## Épisode 23:Sarek
- Titre original : Sarek
- Numéro : 71 (3–23)
- Scénariste(s) : Peter S. Beagle
- Réalisateur(s) : Les Landau
- Date stellaire : 43917.4
- Résumé : Sarek, l'ambassadeur de Vulcain, arrive en mission diplomatique. Les négociations sont délicates. Étrangement, Sarek semble en proie à de violentes crises.

## Épisode 24:Ménage à Troi
- Titre original : Ménage a Troi
- Numéro : 72 (3–24)
- Scénariste(s) : Fred Bronson et Susan Sackett
- Réalisateur(s) : Robert Legato
- Date stellaire : 43930.7
- Résumé : Lorsque Deanna et Lwaxana Troi se font kidnapper par des Férengis, Picard joue le rôle de l'amoureux jaloux.

## Épisode 25:Transfigurations
- Titre original : Transfigurations
- Numéro : 73 (3–25)
- Scénariste(s) : René Echevarria
- Réalisateur(s) : Tom Benko
- Date stellaire : 43957.2
- Résumé : Un humanoïde gravement blessé et amnésique se révèle doué de pouvoirs très puissants.

## Épisode 26:Le Meilleur des deux mondes,1repartie
- Titre original : The Best of Both Worlds
- Numéro : 74 (3–26)
- Scénariste(s) : Michael Piller
- Réalisateur(s) : Cliff Bole
- Date stellaire : 43989.1
- Résumé : Les Borgs arrivent pour attaquer la Terre et assimiler l'humanité, à commencer par un célèbre officier de Starfleet.